# كريستوفر لويد
كرستوفر لويد (بالإنجليزية: Christopher Lloyd)‏ ممثل أمريكي من مواليد 22 أكتوبر 1938، حاصل على جائزة الإيمي ثلاث مرات عام 1992 كأفضل ممثل عن دوره في مسلسل الطريق إلى أفونليا وعامي 1982 و1983 كأفضل ممثل في دور مساند عن مسلسل تاكسي.

## أدواره في السينما الأمريكية
- العودة إلى المستقبل - دوك/دكتور إيميت إل. براون
- العودة إلى المستقبل: الجزء الثاني - دوك/دكتور إيميت إل. براون
- العودة إلى المستقبل: الجزء الثالث - دوك/دكتور إيميت إل. براون
- ستار تريك 3: البحث عن سبوك - زعيم الكلينغون

## مواقع خارجية
- كريستوفر لويد على موقع IMDb (الإنجليزية)
- كريستوفر لويد على موقع ميتاكريتيك (الإنجليزية)
- كريستوفر لويد على موقع روتن توميتوز (الإنجليزية)
- كريستوفر لويد على موقع قاعدة بيانات الأفلام العربية
- كريستوفر لويد على موقع ألو سيني (الفرنسية)
- كريستوفر لويد على موقع ميوزك برينز (الإنجليزية)
- كريستوفر لويد على موقع تيرنر كلاسيك موفيز (الإنجليزية)
- كريستوفر لويد على موقع أول موفي (الإنجليزية)
- كريستوفر لويد على موقع قاعدة بيانات برودواي على الإنترنت (الإنجليزية)
- كريستوفر لويد على موقع قاعدة بيانات الأفلام السويدية (السويدية)